# Colocasia menglaensis
Colocasia menglaensis är en kallaväxtart som beskrevs av J.T.Yin, H.Li och Z.F.Xu. Colocasia menglaensis ingår i släktet Colocasia och familjen kallaväxter. Inga underarter finns listade.